# 스콜 (콘서트)
스콜(Squall)은 대한민국의 록 밴드 국카스텐의 콘서트 투어이다.

## 공연 일정
| 날짜           | 도시 | 국가     | 장소                     | 관객 동원 |
| -------------- | ---- | -------- | ------------------------ | --------- |
| 2015년 5월 1일 | 서울 | 대한민국 | 롯데카드 아트센터 아트홀 | 1,000±명  |

## 세트리스트
스콜 Vol.1
1. 스크래치
2. 푸에고
3. 소문
4. 매니큐어
5. 나 혼자 (원곡:씨스타)
6. Faust
7. Gavial
8. 깃털
9. Limbo
10. 미늘
11. 오이디푸스
12. 변신
13. 거울
14. 저글링
15. 어서 말을 해 (원곡:해바라기)
16. Sink Hole
17. 꼬리
18. Lost
19. 한 잔의 추억 (원곡:이장희) (앵콜)

## 참여 세션
- 기타 : 이청희
- 퍼커션 : 김훈식
- 코러스 : 김진실